# Monster Hunter Rise
Monster Hunter Rise (モンスターハンターライズ, Monsutā Hantā Raizu) é um jogo eletrônico de RPG de ação desenvolvido e publicado pela Capcom. É o sexto título da série principal da franquia Monster Hunter depois de Monster Hunter: World (2018) e foi lançado mundialmente em 26 de março de 2021 para Nintendo Switch. Uma versão para Microsoft Windows foi lançada em janeiro de 2022. Uma expansão, Monster Hunter Rise Sunbreak, foi lançada em junho de 2022.
Rise segue muitas das novas convenções estabelecidas para a série em World, ao mesmo tempo que introduz novos recursos e mecânicas, incluindo um novo companheiro animal chamado Palamute, que pode ser usado para cavalgar pelo mapa ou para a batalha, e o uso de Wirebugs para atravessar o mundo do jogo e montar certos monstros. O jogo recebeu avaliações positivas após o lançamento e já vendeu mais de 7,5 milhões de unidade em todo o mundo, tornando-o o segundo jogo mais vendido da série Monster Hunter.

## Jogabilidade
Tal como acontece com os títulos anteriores da série Monster Hunter, Monster Hunter Rise faz com que o jogador assuma o papel de um caçador, encarregado de matar ou capturar monstros grandes usando uma variedade de armas, ferramentas e recursos ambientais para atingi-los e enfraquecê-los enquanto sobrevivem aos seus ataques. A conclusão bem-sucedida das missões oferecidas fornece saque, normalmente na forma de várias partes do monstro, que são usadas para forjar novas armaduras e armas que podem ser usadas para enfrentar monstros mais poderosos, formando o notável núcleo da série. Vários dos monstros da franquia retornam junto com uma série de novos monstros desenvolvidos para Rise. Todos os quatorze tipos de armas que estiveram presentes em Monster Hunter Generations e World, que misturam arquétipos de espadas, escudos, cajados, arcos e armas, estão presentes em Rise.
Rise usa a mesma abordagem de mapa integrado introduzida em Monster Hunter: World, ao contrário da abordagem de área zoneada típica dos jogos anteriores da série. Seus mapas são mais focados no movimento vertical do que os jogos anteriores, como está implícito em seu título, então novas ferramentas são fornecidas ao jogador para ajudar no escalonamento vertical rápido. O Wirebug, semelhante ao Clutch Claw adicionado em Monster Hunter World: Iceborne, permite que um jogador se agarre e balance através de lacunas ou para locais mais altos, conforme necessário. Wirebug também tem diferentes interações com cada tipo de arma, adicionando ao conjunto de movimentos e combos dessa arma. Além disso, Wirebug permite que um jogador enfrente certos monstros em Wyvern Riding, permitindo que o caçador monte e controle a criatura em um grau limitado para levá-la a áreas mais adequadas para combate ou para se envolver em combate com um monstro diferente.
Palamutes são novas criaturas de companhia semelhantes a cães em Rise. O jogador pode montá-los para ajudar a navegar rapidamente pelo mapa sem perder resistência. Palamutes também podem escalar penhascos rapidamente e realizar ataques enquanto lutam contra monstros ao lado de outra opção de companheiro do jogador, os Palicoes parecidos com gatos, que retornam de jogos anteriores. Rise apresenta modos de um jogador, multijogador local e on-line com até quatro caçadores em um grupo. Nos modos para um único jogador, o jogador caça com até dois de qualquer combinação dos companheiros Palico ou Palamute. Nos modos on-line, os jogadores selecionam até um Palico ou Palamute para se juntar a eles. Além das caçadas típicas da série, Rise apresenta o Rampage, um modo de sobrevivência em que os jogadores devem defender a vila-base de vários monstros atacantes. Antes e durante o ataque, os jogadores podem configurar armas de cerco e instruir personagens não-jogáveis (NPCs) a atacar os monstros enquanto os jogadores atacam as criaturas diretamente.

## Desenvolvimento
Monster Hunter Rise é considerado o sexto jogo principal após Monster Hunter: World, apesar de não ser numerado de forma semelhante aos títulos anteriores. O produtor do jogo, Ryozo Tsujimoto, disse que com World e Rise, eles queriam deixar de usar a numeração tradicional para os títulos principais da série Monster Hunter e, em vez disso, nomeá-los com base em um conceito central em torno do qual o jogo foi construído; "Rise" foi escolhido para refletir a verticalidade das fases do jogo e dos elementos de jogabilidade. A verticalidade resultou em um level design que se assemelhava a uma estética medieval japonesa/asiática, que não tinha sido um objetivo inicial da equipe de design, mas foi um acaso de seu design. O diretor do jogo, Yasunori Ichinose, havia dirigido anteriormente Monster Hunter Portable 3rd, um título que nunca havia sido lançado fora da Ásia; Portable 3rd apresentou Yukumo Village como sua localização central, um cenário de inspiração japonesa com fontes termais, e que reapareceu em Monster Hunter Generations. Ichinose não queria reutilizar Yukumo Village em Rise, mas queria um ambiente semelhante, que pudesse ser considerado na mesma região, e projetou o ponto central de Rise, Kamura Village, com conceitos semelhantes a Yukumo. Além disso, esse cenário ajudou com a abordagem de Rise para mais dar mais liberdade de movimento, muito parecida com a dos ninjas, de acordo com Ichinose, que também funcionou bem com esse cenário.
O desenvolvimento do pré-planejamento de Rise começou após a conclusão de Generations e Generations Ultimate, e foi desenvolvido em conjunto com World, com ideias sendo compartilhadas entre as duas equipes de desenvolvimento. O jogo foi construído com o motor de jogo RE Engine que foi originalmente desenvolvido para Resident Evil 7: Biohazard e desde então foi usado para outros jogos da Capcom como o remake de Resident Evil 2 e Devil May Cry 5. Como esta foi a primeira vez que este motor foi usado para um jogo desse tipo, ele atrasou parte da produção, pois eles trabalharam para garantir uma jogabilidade suave dentro da abordagem de World no Switch. Além disso, o companheiro Palamute foi desenvolvido com a portabilidade do Nintendo Switch em mente, eliminando o esgotamento da resistência à medida que o jogador o rodava no mundo do jogo. De acordo com Ichinose, devido às especificações do Nintendo Switch, teria sido mais fácil usar dados da era 3DS, mas desde que Monster Hunter: World foi lançado recentemente, era importante fazer com que Rise parecesse o mais moderno possível.

## Recepção
Monster Hunter Rise recebeu "críticas geralmente favoráveis", de acordo com o agregador de resenhas Metacritic.

### Vendas
Monster Hunter Rise ultrapassou 4 milhões de cópias vendidas nos três primeiros dias. Até janeiro de 2022, 8 milhões de unidades foram vendidas. Em junho de 2023, a Capcom revelou que o jogo teve 13 milhões de cópias vendidas.